# شوایک ۷۸۹۶
سیارک ۷۸۹۶ (به انگلیسی: 7896 Svejk، نامگذاری:1995EC) هفت هزار و هشتصد و نود و ششمین سیارک کشف شده‌است که در ۱ مارس ۱۹۹۵ کشف شد.
قدر مطلق سیارک برابر ۱۲٫۵۰ است.